# Кунісниково
Куні́сниково (рос. Кунисниково) — присілок у складі Дмитровського міського округу Московської області, Росія.

## Населення
Населення — 40 осіб (2010; 13 у 2002).
Національний склад (станом на 2002 рік):
- росіяни — 92 %